# Víktor Markin
Víktor Markin   (Oktiabrski, 23 de febrer de 1957) és un atleta rus, especialista en curses de velocitat, que va competir sota bandera de la Unió Soviètica durant les dècades de 1970 i 1980.
El 1980 va prendre part en els Jocs Olímpics d'Estiu de Moscou, on va disputar dues proves del programa d'atletisme. En ambdues, els 400 metres i els 4×400 metres, va guanyar la medalla d'or. En la final dels 400 metres aconseguí el rècord europeu amb un temps de 44.60", encara rècord rus de la distància. En el 4x400 metres formà equip amb Remigijus Valiulis, Mikhail Linge i Nikolay Chernetsky.
En el seu palmarès també destaca una medalla d'or al Campionat del món d'atletisme de 1983 en els 4×400 metres; dues medalles de bronze, en els 400 metres i els 4x400 metres, al Campionat d'Europa d'atletisme de 1982, i tres medalles a les Universíades, una d'or i dues de plata en les edicions de 1981 i 1983. A nivell nacional guanyà els campionats soviètics dels 400 metres de 1981 i 1983 i del 4x400 metres el 1981, 1982 i 1983.
Es va retirar de la competició el 1984, després que la Unió Soviètica decidís boicotejar els Jocs Olímpics d'estiu de Los Angeles. Posteriorment va treballar com a metge a Novosibirsk. El 1999-2000 va ser president del comitè d'esports regional, i des del 2001 és assessor del president rus en qüestions esportives al Districte Federal de Sibèria.

## Millors marques
- 400 metres. 44.60" (1980)[5]